# Три рубля (золотая монета)
Три рубля — монета Российской империи, отчеканенная из золота.

## Описание монет

### Николай I
Во времена правления Николая I три рубля чеканились из золота 917 пробы, их диаметр составляет 22,8, мм, а вес равен 3,92 г, чистого золота 3,60 г. Были выпущены в Варшавском монетном дворе в количестве 77 106 экземпляров. Гурт является рубчатым.
На аверсе трёх рублей изображён правый профильный портрет Николая I в лавровом венке. Круговая надпись: «ALEXADER I. CES∙ ROS∙ WSKRZESICIEL ∙ KROL∙ POLS·1815 *». На реверсе в центре изображена надпись в три строки, которая окружена двумя дубовыми ветвями: «25 ZŁO∙POL∙1829». Под ветвями указаны инициалы минцмейстера: «F — H» — Fryderyk Hunger. Круговая надпись: «MIKOŁAY I. CES∙ WSZ∙ ROSSYI KROL POLSKI PANUIACY *».
Три рубля Николая I чеканились с 1828 по 1829 и с 1832 по 1841 годы, у которых отсутствуют разновидности.
| Разновидности трёх рублей — двадцать злотых Николая I | Разновидности трёх рублей — двадцать злотых Николая I | Разновидности трёх рублей — двадцать злотых Николая I | Разновидности трёх рублей — двадцать злотых Николая I | Разновидности трёх рублей — двадцать злотых Николая I | Разновидности трёх рублей — двадцать злотых Николая I |
| Год                                                   | Номер по каталогу Биткина                             | Ориентировочная редкость по каталогу Биткина          | Разновидность                                         | Описание разновидности                                | Тираж                                                 |
| ----------------------------------------------------- | ----------------------------------------------------- | ----------------------------------------------------- | ----------------------------------------------------- | ----------------------------------------------------- | ----------------------------------------------------- |
| 1834                                                  | #1075                                                 | R                                                     | —                                                     | —                                                     | 77 106                                                |
| 1835                                                  | #1076                                                 | R                                                     | —                                                     | —                                                     | 52 007                                                |
| 1836                                                  | #1077                                                 | R                                                     | —                                                     | —                                                     | 10 007                                                |
| 1837                                                  | #1078                                                 | R                                                     | —                                                     | —                                                     | 30 072                                                |
| 1838                                                  | #1079                                                 | R                                                     | —                                                     | —                                                     | 16 593                                                |
| 1839                                                  | #1080                                                 | R                                                     | —                                                     | —                                                     | 10 706                                                |
| 1840                                                  | #1081                                                 | R2                                                    | —                                                     | —                                                     | 5473                                                  |
| 1841                                                  | #1082                                                 | R2                                                    | —                                                     | —                                                     | —                                                     |

### Александр II
Во времена правления Александра II три рубля чеканились из золота 917 пробы, их диаметр составляет 22,7 мм, а вес равен 3,93 г, чистого золота 3,6 г. Были выпущены в Санкт-Петербургском монетном дворе в количестве 143 003 экземпляров. Гурт является пунктирным.
На аверсе трёх рублей 1869 года изображён герб Российской империи конца XIX века — двуглавый орёл с распростёртыми крыльями под тремя коронами, из верхней короны спускается развевающаяся Андреевская лента. На груди орла расположен щит с гербом Москвы, который окружён цепью ордена Святого апостола Андрея Первозванного. На крыльях орла расположены щиты с гербами царств: Казанского, Польского, Херсонеса Таврического, соединённый герб Великих княжеств Киевского, Владимирского и Новгородского, царств Астраханского, Сибирского, Грузинского и княжества Финляндского. В правой лапе он сжимает скипетр, в левой держит державу. Под орлом указаны инициалы минцмейстера: «Н — I» — Н. Иосса. На реверсе внутри точечного ободка изображено обозначение номинала «* 3 * РУБЛЯ». Подп фигурной чертой указана дата «1869» и обозначен монетный двор «С. П. Б». Круговая надпись: «ЧИСТАГО ЗОЛОТА 81 ДОЛЯ *».
Три рубля Александра II чеканились с 1869 по 1881 год, у которых существуют разновидности.
| Разновидности трёх рублей Александра II | Разновидности трёх рублей Александра II | Разновидности трёх рублей Александра II      | Разновидности трёх рублей Александра II | Разновидности трёх рублей Александра II | Разновидности трёх рублей Александра II |
| Год                                     | Номер по каталогу Биткина               | Ориентировочная редкость по каталогу Биткина | Разновидность                           | Описание разновидности                  | Тираж                                   |
| --------------------------------------- | --------------------------------------- | -------------------------------------------- | --------------------------------------- | --------------------------------------- | --------------------------------------- |
| 1869                                    | #31                                     | R                                            | —                                       | —                                       | 143 003                                 |
| 1870                                    | #32                                     | R                                            | —                                       | —                                       | 200 005                                 |
| 1871                                    | #33                                     | R                                            | —                                       | —                                       | 200 003                                 |
| 1872                                    | #34                                     | R                                            | —                                       | —                                       | 100 003                                 |
| 1873                                    | #35                                     | R                                            | —                                       | —                                       | 77 003                                  |
| 1874                                    | #36                                     | R                                            | —                                       | —                                       | 270 003                                 |
| 1875                                    | #37                                     | R                                            | —                                       | —                                       | 100 003                                 |
| 1876                                    | #38                                     | R                                            | —                                       | —                                       | 63 005                                  |
| 1877                                    | #39                                     | R                                            | —                                       | —                                       | 50 003                                  |
| 1877                                    | #40                                     | R                                            | —                                       | —                                       | 50 003                                  |
| 1878                                    | #41                                     | R                                            | —                                       | —                                       | 194 006                                 |
| 1879                                    | #42                                     | R2                                           | —                                       | —                                       | 5                                       |
| 1880                                    | #43                                     | R                                            | —                                       | —                                       | 100 007                                 |
| 1881                                    | #44                                     | R                                            | —                                       | —                                       | 48 005                                  |

### Александр III
Во времена правления Александра III три рубля чеканились из золота 917 пробы, их диаметр составляет 19,7 мм, а вес равен 3,93 г, чистого золота 3,6 г. Были выпущены в Санкт-Петербургском монетном дворе в количестве 6 экземпляров. Гурт является пунктирным.
На аверсе трёх рублей изображён герб Российской империи конца XIX века — двуглавый орёл с распростёртыми крыльями под тремя коронами, из верхней короны спускается развевающаяся Андреевская лента. На груди орла расположен щит с гербом Москвы, который окружён цепью ордена Святого апостола Андрея Первозванного. На крыльях орла расположены щиты с гербами царств: Казанского, Польского, Херсонеса Таврического, соединённый герб Великих княжеств Киевского, Владимирского и Новгородского, царств Астраханского, Сибирского, Грузинского и княжества Финляндского. В правой лапе он сжимает скипетр, в левой держит державу. Под орлом указаны инициалы минцмейстера: «Н — Ф» — Н. Фоллендорф. На реверсе внутри точечного ободка изображено обозначение номинала «* 3 * РУБЛЯ». Подп фигурной чертой указана дата «1882» и обозначен монетный двор «С. П. Б». Круговая надпись: «ЧИСТАГО ЗОЛОТА 81 ДОЛЯ *».
Три рубля Александра III чеканились с 1881 по 1885 год, у которых существуют разновидности.
| Разновидности трёх рублей Александра III | Разновидности трёх рублей Александра III | Разновидности трёх рублей Александра III     | Разновидности трёх рублей Александра III | Разновидности трёх рублей Александра III | Разновидности трёх рублей Александра III |
| Год                                      | Номер по каталогу Биткина                | Ориентировочная редкость по каталогу Биткина | Разновидность                            | Описание разновидности                   | Тираж                                    |
| ---------------------------------------- | ---------------------------------------- | -------------------------------------------- | ---------------------------------------- | ---------------------------------------- | ---------------------------------------- |
| 1881                                     | #9                                       | R                                            | —                                        | —                                        | 48 005                                   |
| 1882                                     | #10                                      | R3                                           | —                                        | —                                        | 6                                        |
| 1883                                     | #11                                      | R                                            | —                                        | —                                        | 9007                                     |
| 1883                                     | #12                                      | R2                                           | —                                        | —                                        | 9007                                     |
| 1884                                     | #13                                      | R                                            | —                                        | —                                        | 38 006                                   |
| 1885                                     | #14                                      | R                                            | —                                        | —                                        | 29 011                                   |